# Emily Hauser
Emily Hauser (geb. 1987 oder 1988 in Brighton) ist eine britische Altphilologin und Romanautorin.
Hauser studierte Classics (klassische Altertumswissenschaft) an den Universitäten Cambridge (England) und Yale (USA). In Cambridge, wo sie Studentin am Gonville and Caius College war, studierte sie u. a. bei Mary Beard. 2017 wurde sie an der Yale University mit einer Dissertation zu Since Sappho: Women in Classical Literature and Contemporary Women’s Writing bei Emily Greenwood promoviert. 2017/18 war sie Junior Fellow an der Harvard University. Seit 2018 lehrt sie als Lecturer in Classics and Ancient History an der University of Exeter. Als ihre Forschungsinteressen nennt sie Frauen in der Antike, Homer, Gender Studies, griechische und lateinische Poesie sowie die Rezeption der Antike.
Hauser ist außerdem Autorin der Romantrilogie Golden Apple (dt. Titel: Die Frauen von Troja), in der sie aus der Sicht weiblicher Protagonisten über bekannte Geschichten der griechische Mythologie schreibt.
Im ersten Roman For the Most Beautiful erzählt Hauser den Trojanischen Krieg aus Sicht von Briseis und Chryseis, in For the Winner die Geschichte der Atalante und die Argonautensage und im dritten Roman For the Immortal über Admete und Hippolyte.

## Schriften
- mit Silvio Bär (Hrsg.): Reading Poetry, Writing Genre: English Poetry and Literary Criticism in Dialogue with Classical Scholarship. Bloomsbury, London, Oxford 2018, ISBN 978-1-350-17130-5
- How Women Became Poets: A Gender History of Greek Literature. Princeton University Press, Princeton 2023, ISBN 978-0-691-23928-6
- Mythica. A New History of Homer’s World, through the Women Written Out Of It, Transworld Publishers, London 2025, ISBN 978-1-5299-3248-5

### Romane
- Trilogie Golden Apple (dt. Titel: Die Frauen von Troja)
  - For the Most Beautiful, Transworld Publishers, London 2016. Deutsche Ausgabe: Tochter des Sturms, Goldmann, München 2018, ISBN 978-3-442-48502-4
  - For the Winner, Transworld Publishers, London 2017. Deutsche Ausgabe: Tochter des Meeres, Goldmann, München 2019, ISBN 978-3-442-48503-1
  - For the Immortal, Transworld Publishers, London 2018. Deutsche Ausgabe: Tochter des Himmels, Goldmann, München 2019, ISBN 978-3-442-48504-8